# Chauchina
Chauchina é um município da Espanha na província de Granada, de área 21,21 km² com população de 4537 habitantes (2007) e densidade populacional de 211,02 hab/km².

## Demografia
| Variação demográfica do município entre 1991 e 2006 | Variação demográfica do município entre 1991 e 2006 | Variação demográfica do município entre 1991 e 2006 | Variação demográfica do município entre 1991 e 2006 |
| --------------------------------------------------- | --------------------------------------------------- | --------------------------------------------------- | --------------------------------------------------- |
| 1991                                                | 1996                                                | 2001                                                | 2006                                                |
| 3720                                                | 3969                                                | 4320                                                | 4476                                                |